# Kaczkowo (powiat inowrocławski)

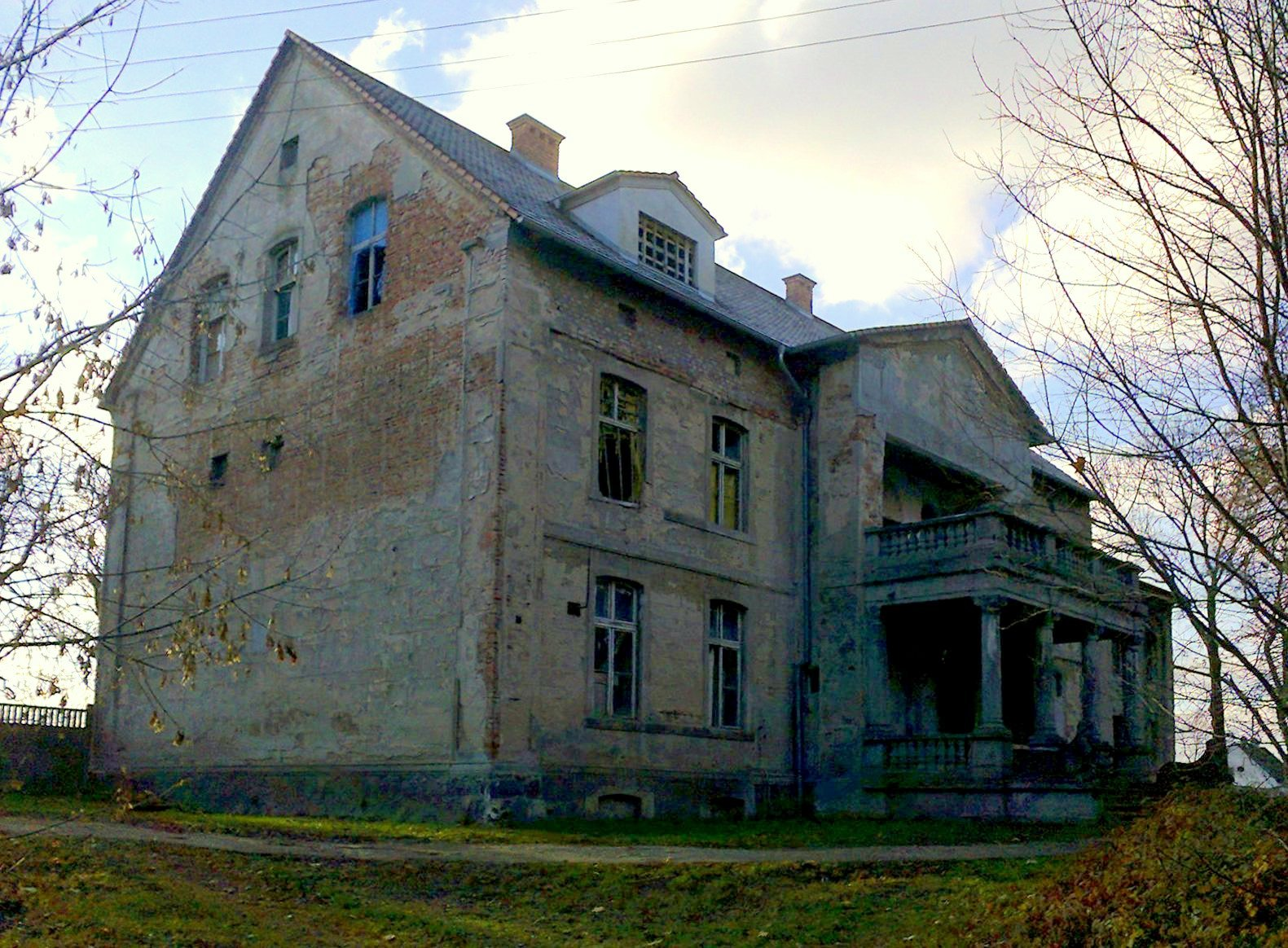
Dwór z pierwszej połowy XIX w.

Kaczkowo – osada w Polsce położona w województwie kujawsko-pomorskim, w powiecie inowrocławskim, w gminie Gniewkowo.

## Podział administracyjny
W latach 1975–1998 miejscowość należała administracyjnie do województwa bydgoskiego.

## Demografia
Według Narodowego Spisu Powszechnego (III 2011 r.) wieś liczyła 113 mieszkańców. Jest 21. co do wielkości miejscowością gminy Gniewkowo.

## Zabytki
Według rejestru zabytków NID na listę zabytków wpisany jest zespół dworski z XIX w., nr rej.: A/1162/1-2 z 15.06.1985:
- dwór, pocz. XIX, k. XIX w.
- park, k. XIX w.
- magazyn zbożowy, 1891, nr rej.: A/1121 z 4.12.1997.

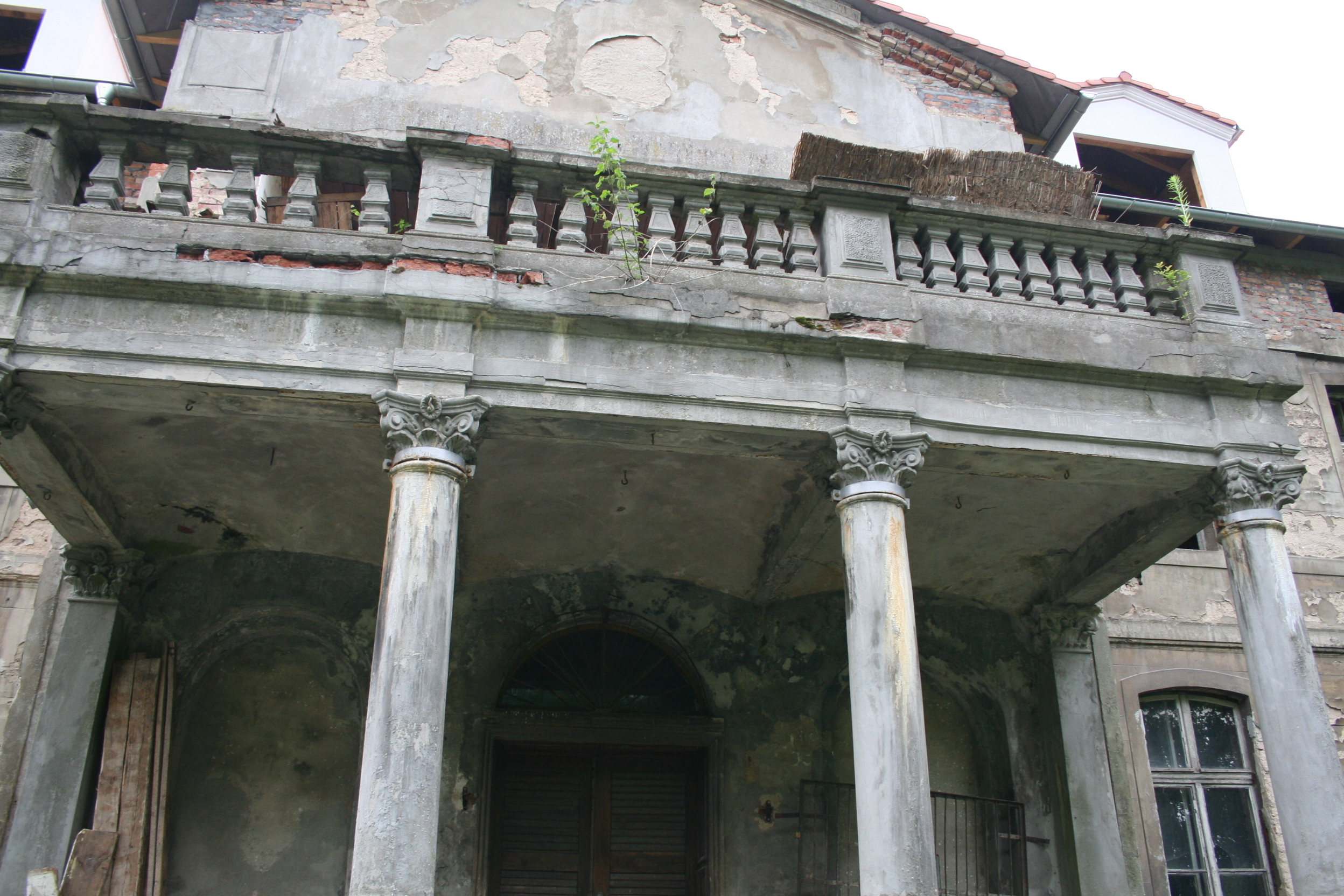
Dwór
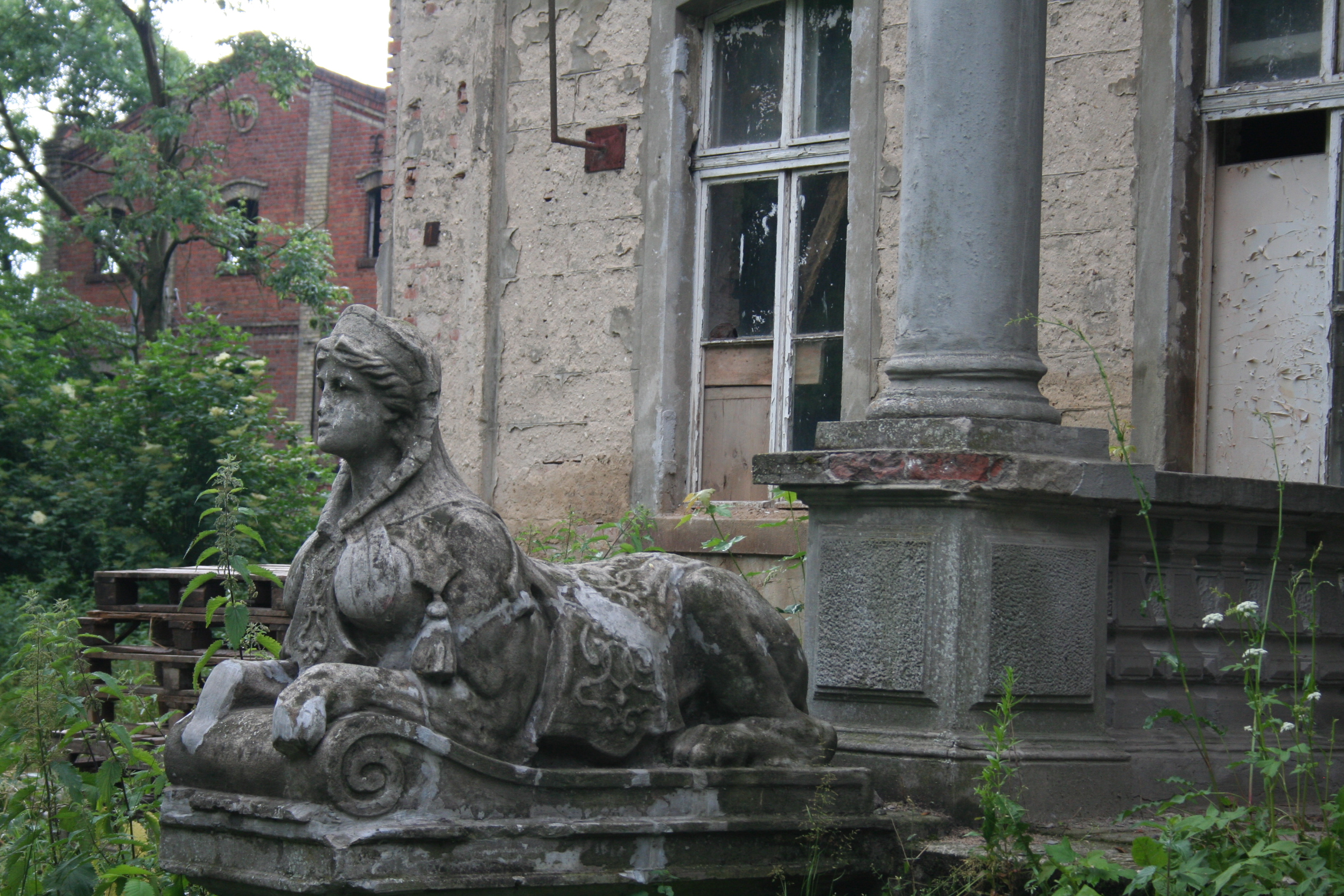
Rzeźba przed wejściem do pałacu
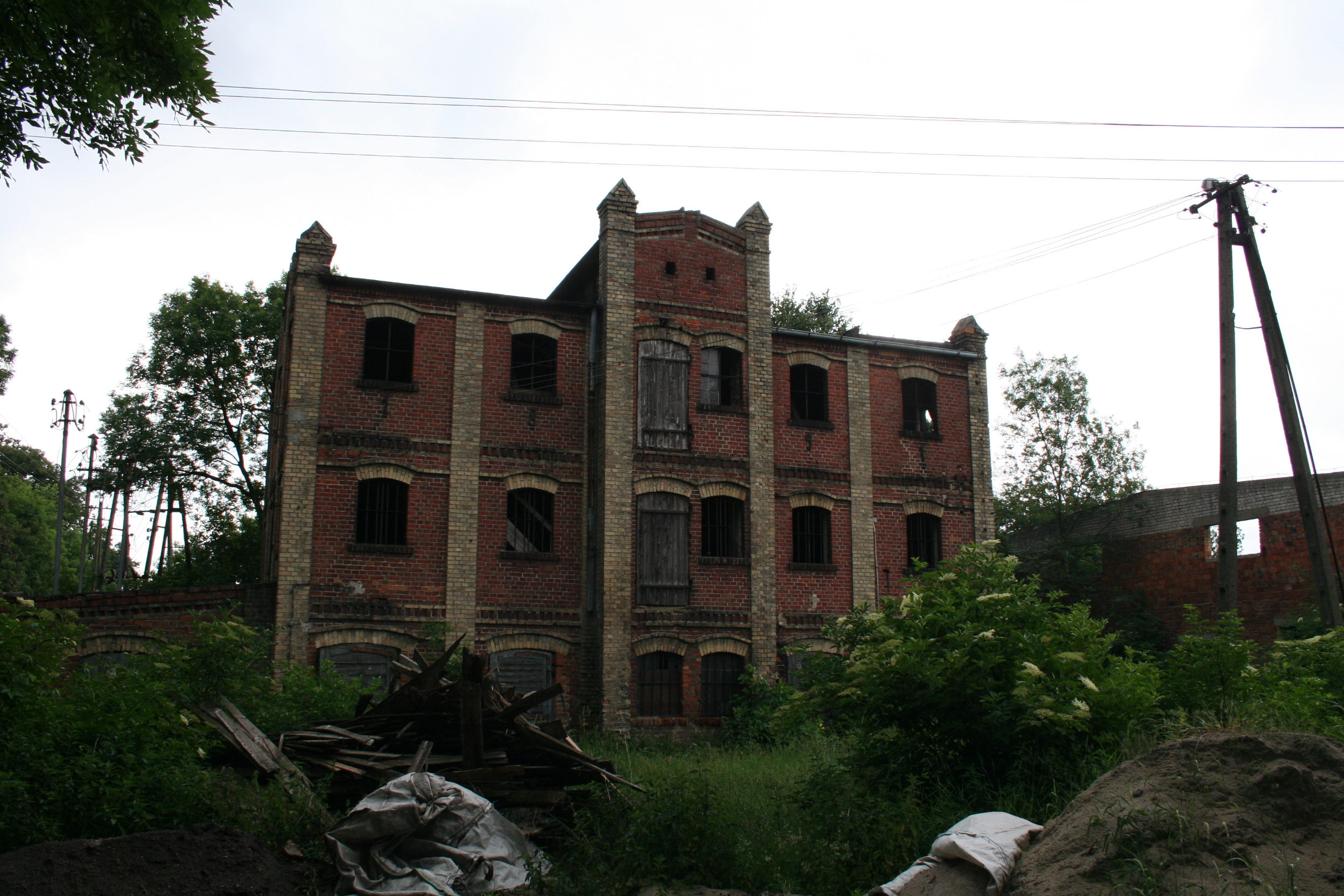
Magazyn zbożowy